# 下手捻り
下手捻り（したてひねり）とは、相撲の決まり手の一つである。差手で褌を取り、その下手の方から相手を捻って倒す技。力を掛ける方向は投げなら内側であるが、この技は捻りなので外側に力を掛ける。